# Ванде (река)
Ванде́ (фр. Vendée) — небольшая река Франции, берущая начало в департаменте Дё-Севр и впадающая — в Вандейском департаменте, которому она дала своё имя, — в реку Севр-Ньортез с правой стороны. Входит в водную систему этой реки, Севр-Ньортез. Длина реки — 81,7 км. Площадь водосборного бассейна — 675 км².